# 大谷渡
大谷 渡（おおや わたる、1949年12月 - ）は、日本の日本史学者。専門は日本近代史・現代史。関西大学文学部教授。奈良県出身。

## 略歴
1972年関西大学文学部史学科卒業、74年同大学院文学研究科修士課程修了、1992年「教派神道と近代日本 -天理教の史的考察-」で関西大学文学博士。関西大学文学部助教授、教授。

## 著作

### 単著
- 『管野スガと石上露子』東方出版、1989年
- 『教派神道と近代日本―天理教の史的考察』東方出版、1992年
- 『天理教の史的研究』東方出版、1996年
- 『北村兼子―炎のジャーナリスト』東方出版、1999年
- 『大阪河内の近代―東大阪・松原・富田林の変貌』東方出版、2002年
- 『台湾と日本―激動の時代を生きた人びと』東方出版、2008年
- 『看護婦たちの南方戦線 帝国の落日を背負って』東方出版 2011
- 『台湾の戦後日本 敗戦を越えて生きた人びと』東方出版 2015

### 編著
- 『石上露子全集』東方出版、1998年。
- 『大阪の近代 大都市の息づかい』編著 東方出版 2013